# Vitalkapacitet
Vitalkapacitet er den maksimale mængde luft, der kan udåndes efter en maksimal indånding.
Vitalkapaciteten måles i liter og er primært bestemt af individets højde (idet volumen er proportional med højden i tredje potens[kilde mangler]), men er dog er ca. 10% mindre hos kvinder end hos mænd med samme højde og den mindskes med alderen.[kilde mangler] Træning burde ikke kunne ændre ved vitalkapaciteten, da lungestørrelsen er arveligt betinget. Veltrænede personer har dog alligevel større vitalkapacitet, da de muskler, sener og led der medvirker til vejrtrækningen godt kan trænes.